# 蕭大連
蕭 大連（しょう だいれん、527年 - 551年）は、南朝梁の皇族。南郡王。字は仁靖。

## 経歴
簡文帝蕭綱の五男として生まれた。母は王霊賓。若くして人品風格にすぐれ、文章を作ることができた。挙措は風流で、音楽の妙手であり、絵画を得意とした。大同2年（536年）、臨城県公に封じられた。大同7年（541年）、兄の蕭大臨とともに国学に入学し、射策甲科に及第し、中書侍郎に任じられた。
大同10年（544年）、武帝が朱方に行幸すると、大連は大臨とともに随従した。武帝が兄弟に乗馬を試させると、兄弟はすぐにやり方を覚えて、馬で駆け回ることができるようになった。武帝はたいへん喜んで、兄弟の乗った馬をそのままかれらに与えた。大連が感謝の言葉を述べると、その言葉はたいへんに美しかった。武帝は別の日に「このあいだ大臨と大連に会ったが、風趣は愛すべきで、わたしの老いを慰めるに足りた」と蕭綱に評した。
給事黄門侍郎に任じられ、侍中に転じた。ほどなく領石頭戍事を兼ねた。太清元年（547年）、使持節・軽車将軍・東揚州刺史として会稽に出向した。太清2年（548年）、侯景が建康を包囲すると、大連は4万の兵を率いて建康救援に赴いた。太清3年（549年）、台城が陥落すると、建康救援に集まった諸侯の軍は退却していき、大連もまた会稽に引き揚げた。会稽山の田領群率いる数万の反乱軍が攻撃してくると、大連は中兵参軍の張彪に命じてこれを討って斬った。6月、南郡王に封じられた。侯景の部将の趙伯超と劉神茂が攻撃してくると、大連は会稽の城に防備を整えて待ち受けていた。ところが部将の留異が城に反乱軍を引き入れたため、大連は城を棄てて信安に逃れ、反乱軍に捕らえられた。
侯景により軽車将軍・行揚州事とされ、平南将軍・江州刺史に転じた。大連は侯景に殺害されることを恐れ、逃げるために小人物を装い、監視者を油断させようとした。侯景側の監視者たちはかれの演技に騙されていたが、実際に逃亡するには間に合わなかった。大宝2年（551年）8月、侯景が簡文帝を廃位すると、大連は姑孰で殺害された。享年は25。

## 伝記資料
- 『梁書』巻44 列伝第38
- 『南史』巻54 列伝第44